# North Utica
North Utica és una població dels Estats Units a l'estat d'Illinois. Segons el cens del 2000 tenia 977 habitants.

## Demografia
Segons el cens del 2000, North Utica tenia 977 habitants, 420 habitatges, i 268 famílies. La densitat de població era de 249,8 habitants/km².
Dels 420 habitatges en un 26,4% hi vivien nens de menys de 18 anys, en un 55,7% hi vivien parelles casades, en un 5,7% dones solteres, i en un 36% no eren unitats familiars. En el 31% dels habitatges hi vivien persones soles el 12,6% de les quals corresponia a persones de 65 anys o més que vivien soles. El nombre mitjà de persones vivint en cada habitatge era de 2,32 i el nombre mitjà de persones que vivien en cada família era de 2,93.
Per edats la població es repartia de la següent manera: un 22,1% tenia menys de 18 anys, un 7,2% entre 18 i 24, un 30,4% entre 25 i 44, un 25,5% de 45 a 60 i un 14,8% 65 anys o més.
L'edat mediana era de 39 anys. Per cada 100 dones de 18 o més anys hi havia 89,3 homes.
La renda mediana per habitatge era de 43.182 $ i la renda mediana per família de 54.107 $. Els homes tenien una renda mediana de 37.614 $ mentre que les dones 20.074 $. La renda per capita de la població era de 23.061 $. Aproximadament el 3,7% de les famílies i el 7,2% de la població estaven per davall del llindar de pobresa.

## Poblacions més properes
El següent diagrama mostra les poblacions més properes.